# Kruhová pec (Kasejovice)
Kruhová pec stojí na katastrálním území Kasejovice v okrese Plzeň-jih. Jde o ojedinělou kompletně dochovanou menší kruhovou cihlářskou pec z roku 1925, která byla v roce 2019 Ministerstvem kultury České republiky prohlášen kulturní památkou České republiky.

## Historie
V Kasejovicích byly tři cihelny. Areál bývalé cihelny Jana Kratochvíla s kruhovou cihlářskou pecí se nachází na okraji obce Kasejovice jihozápadně od Nesviňského rybníka při silnici I/20 do Lnářů.
V roce 1920 Jan Kratochvíl odkoupil nečinnou cihelnu se žárovou pecí, hliništěm a dalšími nezbytnými stavbami od původního majitele Karla Helmy. V roce 1925 byla vedle starších výrobních objektů postavena nová kruhová cihlářská pec podle plánů stavitele Jana Komance z Blatné a ruční vlečka, která vedla k hliništi a větrovým sušárnám. Po provedené modernizaci byla cihelna uvedena do provozu. V letech 1939–1940 byly provedeny stavební úpravy podle plánů stavitele Františka Komance z Blatné. Po roce 1945 provoz cihelny zanikl.
Kruhovou pec vynalezl v roce 1858 berlínský stavitel Frederich Hoffmann. Pec mohla kontinuálně vypalovat cihly 24 hodin po celý rok. Principem byly propojené komory s vlastními dveřmi umístěné v kruhu. Celý proces vypalování probíhal v jedné komoře, zatím co oheň putoval kolem pece. To znamená pokud v jedné komoře (peci) proces vypalování začínal, na druhé straně v komoře končil proces chladnutí nebo začínal proces zahřívání. Po roce 1870 se kruhové pece stavěly na oválném půdorysu, čímž se zvýšil počet komor a zvýšila se efektivita výroby a produktivita práce.

## Popis
Kruhová cihelná pec je samostatně stojící zděná přízemní stavba s půdním polopatrem postavena na půdorysu obdélníku, orientovanou ve směru východ–západ. Pec má valbovou střechu krytou keramickými pálenými taškami bobrovkami, které jsou položeny na řídkém laťování tzv. korunové krytí. Ve východní třetině z hřebene vystupuje cihlový komín. Původně po stranách komína byly ve hřebeni dva odvětrávací vikýře se sedlovou střechou. Vypalovací komory byly přístupné z exteriéru jedenácti manipulačními otvory, kterými se navážely vysušené cihly k vypálení. V severním podélném průčelí jsou čtyři otvory, ve  východním průčelí dva a v jižním pět otvorů. Manipulační otvory jsou zaklenuty kónickou valenou klenbou, která je vyzděna ze dvou řad na výšku kladených vazáků. Vnější líc přízemní části obvodového zdiva je zešikmený (eskarpový). Líc zdiva s manipulačními otvory byl původně předsazený, později odstraněn a nahrazen pultovými střechami (zachovány jsou na jižní a východní straně). Cihelné zdivo polopatra na západní třetině je svislé a navazuje na sešikmenou část přízemí malým pravoúhlým ústupkem. V přízemní partii bylo použito velkých neopracovaných kamenů. Ve východní části se kamenné zdivo vyskytuje v pásu nízké podezdívky, cihelné zdivo polopatra na sešikmenou část navazuje plynule. Při západním průčelí v půdní nadezdívce je pravoúhlý otvor, ke kterému vede dřevěná rampa. Otvor má svlakové dveře osazené v trámkové výplni. Půdní prostor sloužil k dosušování cihel a po prodloužení k uskladnění cihlového materiálu.

### Interiér
Dvě přízemní souběžné podélné obdélné prostory s cihlovou podlahou a oddělené středovou zdí jsou zaklenuty valenou klenbou. Ve zdivu a klenbách jsou komory odděleny dilatačními spárami. Každá komora má z exteriéru přístup valeně zaklenutým manipulačním otvorem. Hlavní kouřovod je veden pod podlahou v ose vypalovacího kanálu. Kouř byl veden z každé komory otvorem u podlahy, který ústí do kouřovodu odvádějící kouř do komína. V klenbě komory byly tři otvory pro sypání uhlí (sypáky) do komory. V podkroví je vodorovná cihelná podlaha, ve které jsou ústí sypáků s kruhovými uzávěry, a konce tyčí, kterými se ovládaly zvonové ventily v ústí kouřovodů.

### Komín
Původní kruhová pec byla šestikomorová a komín byl postaven v těžišti pece v místě středové zdi. Kouřové kanály vedly v podélné ose komor (pod podlahou). V patě komína, při styku se středovou podélnou zdí pece, jsou protilehlé přizdívky, kterými podlahové průduchy ústily do komína. V plánech v roce 1925 byl komín vysoký 23 m se světlostí 77 cm, ale byl už dimenzován na výšku 30 m a světlost 60 cm. Při rozšiřování pece v roce 1939 byl komín zvýšen na tuto třiceti metrovou výšku. Komín je postaven na kruhovém půdorysu z režného cihlového zdiva. Použité cihly radiálního tvaru o výšce od 9 do 9,5 cm byly použité na vyzdění komínového dříku do výše kordonové římsy. Následně je 3,6 m vysoký pás vyzděn radiálními cihlami o výšce 6,5 cm. Další zdivo je tvořeno plnými i radiálními cihlami s různou výškou. Hlavice komína je prostá, tvořená předsazenými cihlami. Pod vrcholem je komín opásaný kovovou obručí a pod hlavicí je ještě jedna kordonová římsa.
Po ukončení činnosti cihelny se na komíně uhnízdili čápi, kteří zde pořád hnízdí (2020).